# Karmelizacja

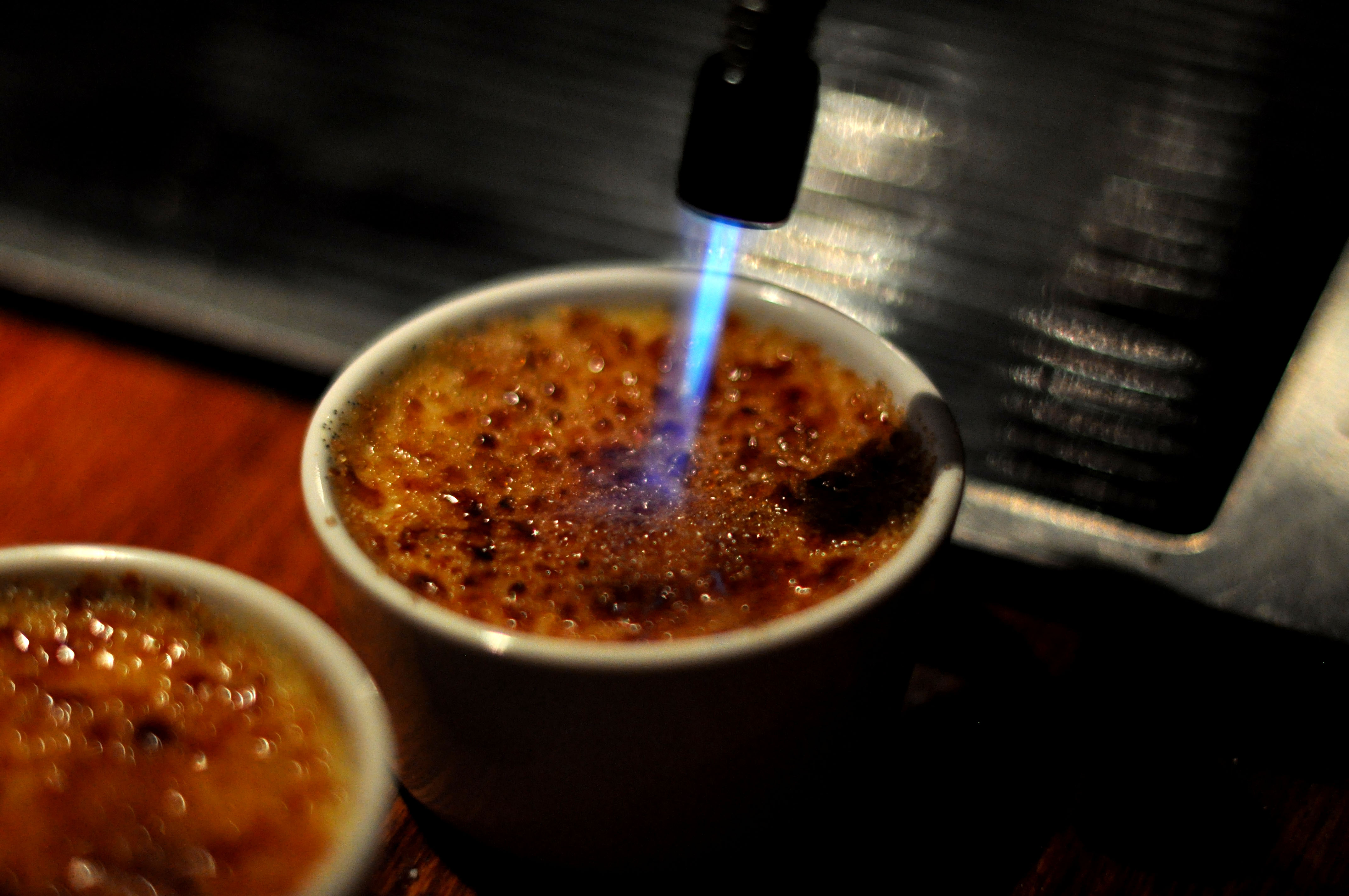
Karmelizacja

Karmelizacja – proces nieenzymatycznego ciemnienia żywności, spowodowany powstawaniem karmelu, w wyniku poddawania cukru działaniu wysokiej temperatury. Karmelizacja służy nadaniu pożądanej barwy i zapachu m.in. produktom piekarskim, słodyczom i ziarnom kawy.
Z chemicznego punktu widzenia karmelizacja polega na usunięciu wody z cukru, w wyniku czego następnie w reakcjach izomeryzacji i polimeryzacji powstają różne związki chemiczne. Dokładne mechanizmy tych reakcji nie są jeszcze w pełni znane.
Temperatura karmelizacji zależy od rodzaju cukru:
- dla fruktozy jest to 110 °C;
- dla galaktozy, glukozy i sacharozy: 160 °C;
- dla maltozy: 180 °C[1].

## Karmelizacja sacharozy
| Faza | Nazwa                 | Temperatura [°C] | Opis                      |
| ---- | --------------------- | ---------------- | ------------------------- |
| 1    | odparowanie wody      | 100              |                           |
| 2    | niewielka nić         | 102              | do lukru                  |
| 3    | duża nić              | 104              | do konfitury              |
| 4    | niewielka kula        | 110 - 115        | do ciasta                 |
| 5    | duża kula             | 119 - 122        |                           |
| 6    | łatwe pękanie         | 129              | półtwarde cukierki        |
| 7    | trudne pękanie        | 165 - 166        | mleczne i twarde cukierki |
| 8    | bardzo trudne pękanie | 168              | twarde cukierki           |
| 9    | jasny karmel          | 180              |                           |
| 10   | średni karmel         | 180 - 188        |                           |
| 11   | ciemny karmel         | 188 - 204        |                           |
| 12   | „czarny Jack”         | 210              | zapach spalenizny         |